# Parco Maruyama
Il parco Maruyama di Kyoto, antica capitale imperiale del Giappone, è il principale luogo della città in cui ci si reca per praticare l'hanami, ovvero l'usanza giapponese di ammirare la fioritura primaverile dei ciliegi.
Il parco accoglie molti visitatori, specie in primavera, e la sua principale attrazione è costituita da un ciliegio piangente (shidarezakura). L'accesso principale al parco si ha attraverso il Santuario di Yasaka, nella parte orientale del quartiere di Gion.

## Altri progetti

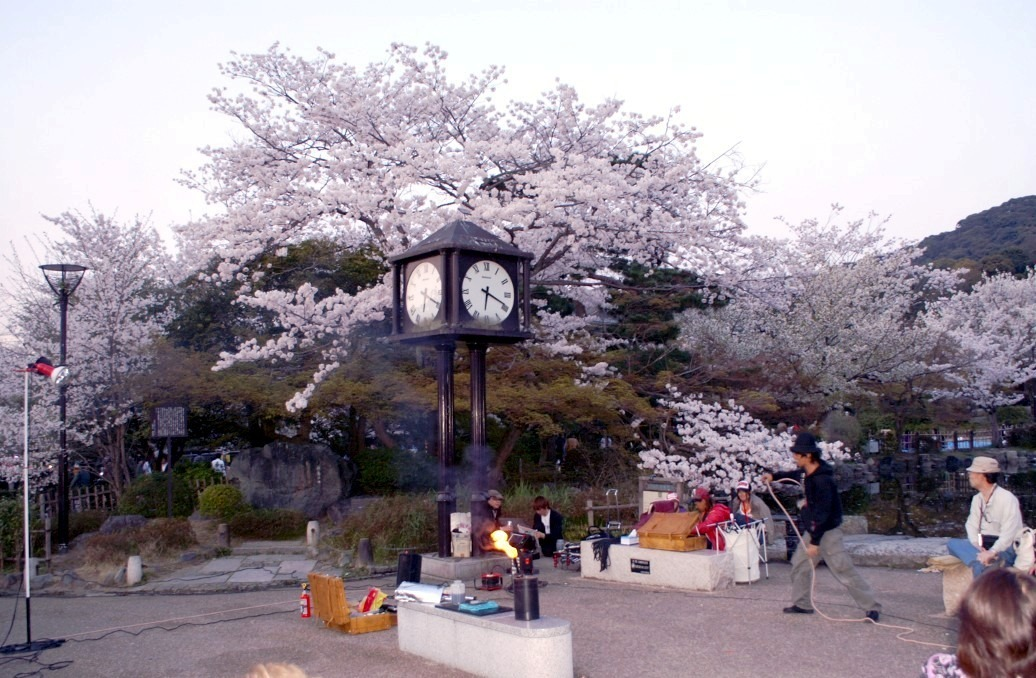
Parco Maruyama